# Condado de Jackson (Virginia Occidental)
El condado de Jackson (en inglés: Jackson County), fundado en 1831, es uno de los 55 condados del estado estadounidense de Virginia Occidental. En el año 2000 tenía una población de 28.000 habitantes con una densidad poblacional de 23 personas por km². La sede del condado es Ripley.

## Geografía
Según la Oficina del Censo, el condado tiene un área total de 1222 km² (471,8 mi²), de la cual 1207 km² (466 mi²) es tierra y 16 km² (6,2 mi²) (1.23%) es agua.

### Condados adyacentes
- Condado de Wood - norte
- Condado de Wirt - noreste
- Condado de Roane - este
- Condado de Kanawha - sur
- Condado de Putnam - suroeste
- Condado de Mason - oeste
- Condado de Meigs - noroeste

### Carreteras
- Interestatal 77
- U.S. Highway 33
- Ruta de Virginia Occidental 2
- Ruta de Virginia Occidental 34
- Ruta de Virginia Occidental 62
- Ruta de Virginia Occidental 68
- Ruta de Virginia Occidental 87

## Demografía
En el 2000 la renta per cápita promedia del condado era de $32,434, y el ingreso promedio para una familia era de $38,021. En 2000 los hombres tenían un ingreso per cápita de $32,991 versus $20,253 para las mujeres. El ingreso per cápita para el condado era de $16,205. Alrededor del 15.20% de la población estaba bajo el umbral de pobreza nacional.

## Comunidades

### Ciudades
- Ravenswood
- Ripley

### Otras comunidades
| - Advent - Cottageville - Evans - Flatwoods - Fletcher - Gay - Given - Independence - Kenna | - Kentuck - LeRoy - Millwood - Mount Alto - Murraysville - Rock Castle - Romance - Sandyville - Sherman |